# Tibiocillaria siccifolia
Tibiocillaria siccifolia is een vlinder uit de familie van de Euteliidae. De wetenschappelijke naam van de soort is voor het eerst geldig gepubliceerd in 1881 door Moore.